# Montpelier (Ohio)
Montpelier es una villa ubicada en el condado de Williams en el estado estadounidense de Ohio. En el Censo de 2010 tenía una población de 4072 habitantes y una densidad poblacional de 537,32 personas por km².

## Geografía
Montpelier se encuentra ubicada en las coordenadas 41°35′3″N 84°35′37″O / 41.58417, -84.59361. Según la Oficina del Censo de los Estados Unidos, Montpelier tiene una superficie total de 7.58 km², de la cual 7.53 km² corresponden a tierra firme y (0.58%) 0.04 km² es agua.

## Demografía
Según el censo de 2010, había 4072 personas residiendo en Montpelier. La densidad de población era de 537,32 hab./km². De los 4072 habitantes, Montpelier estaba compuesto por el 96.22% blancos, el 0.15% eran afroamericanos, el 0.47% eran amerindios, el 1.4% eran asiáticos, el 0% eran isleños del Pacífico, el 0.44% eran de otras razas y el 1.33% pertenecían a dos o más razas. Del total de la población el 3.36% eran hispanos o latinos de cualquier raza.